# Vera Brodsky Lawrence
Vera Brodsky Lawrence, nacida como Vera Rebecca Brodsky (Norfolk, 1 de julio de 1909-Nueva York, 18 de septiembre de 1996), fue una pianista, historiadora musical y editora estadounidense. Una niña prodigio, dejó su Virginia natal para matricularse en la Escuela Juilliard de Música en la ciudad de Nueva York, donde estudió con Josef y Rosina Lhévinne. Después de graduarse, viajó a Europa donde conoció a Harold Triggs en 1932 y formó un dúo de piano que tocaba música clásica y arreglos de música popular de la época.
En 1938, se convirtió en pianista de CBS y se embarcó en una carrera en solitario. Además de realizar recitales solistas en vivo, acompañamientos de recitales de canciones y música de cámara, fue la presentadora de un programa de radio semanal donde interpretó composiciones modernas y menos conocidas. Durante la Segunda Guerra Mundial, interpretó la transmisión occidental y los estrenos de conciertos de la Sonata para piano n. ° 2 de Dmitri Shostakovich, y tuvo los derechos exclusivos de interpretación durante un período. También estrenó en las transmisiones occidentales la Sonata para piano n.° 8 de Serguéi Prokófiev y un extracto de su ópera Guerra y paz.
La muerte de su esposo en un accidente automovilístico en 1964 la obligó a abandonar su carrera como pianista, destruir sus documentos personales y convertirse en musicóloga. Editó las obras completas de Louis Moreau Gottschalk, la primera edición de este tipo para cualquier compositor estadounidense, y las obras completas de Scott Joplin, convirtiéndose en una figura crucial en los renacimientos de su música. Coeditó la partitura de la ópera Treemonisha de este último y fue la asesora artística de su exitosa actuación en la Houston Grand Opera en 1976.
Pasó sus últimos años escribiendo una descripción general de la cultura musical estadounidense temprana y una encuesta de tres volúmenes de la vida musical en la ciudad de Nueva York del siglo XIX basada en los diarios de George Templeton Strong. El volumen final quedó a punto de completarse cuando ella murió el 18 de septiembre de 1996.

## Biografía

### Primeros años de vida

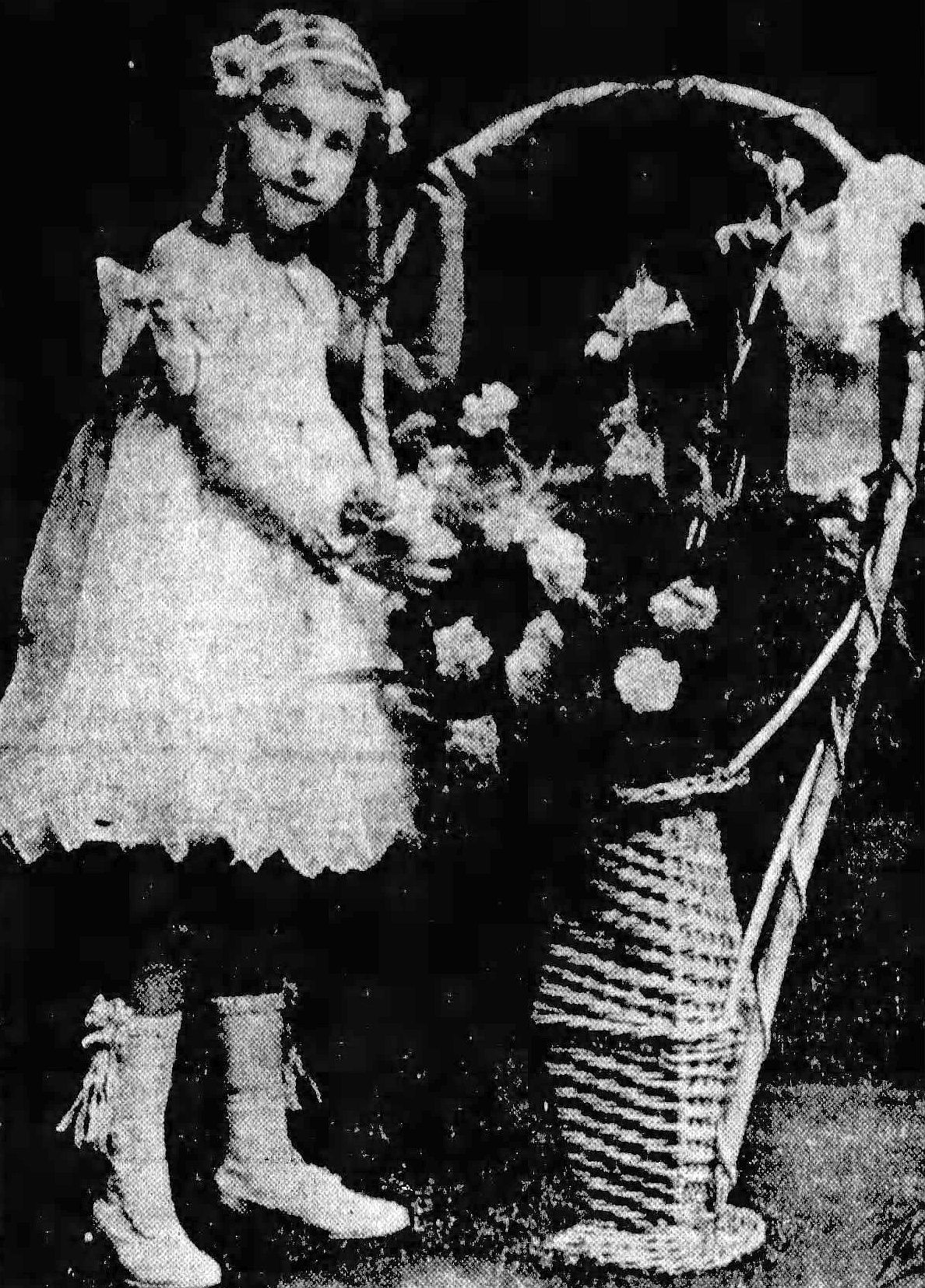
Brodsky Lawrence a los 7 años en 1916.

Brodsky Lawrence nació en Norfolk, Virginia, el 1 de julio de 1909. Sus padres, Simon y Rose Brodsky, eran inmigrantes de ascendencia judía del Congreso de Polonia . Asistió a la Norfolk Grammar School en su infancia, durante la cual comenzó a tomar lecciones de piano con JJ Miller. A los 7 años, su habilidad pianística atrajo la atención de la prensa local: Tres tristes tigres tragan trigo en un trigal, en tres tristes
En la pequeña señorita Brodsky ... Norfolk tiene un prodigio musical. La niña, con notables interpretaciones de música difícil ... sorprendió a sus amigos e incluso a su maestra. Los amiguitos le auguran un futuro brillante en el mundo musical.
Posteriormente se mudó a la ciudad de Nueva York con su familia, donde asistió a la Escuela Juilliard de Música con una beca, y actuó en el Steinway Hall. Estudió piano en Juilliard con Josef y Rosina Lhévinne. En 1930, Brodsky Lawrence viajó a Viena para continuar sus estudios de piano, después de lo cual realizó recitales en toda Europa.

### Brodsky y Triggs
En 1932, Brodsky Lawrence conoció a Harold Triggs en Salzburgo. Poco tiempo después comenzaron a hacer giras como dúo de piano, interpretando un repertorio que incluía música clásica y arreglos de música popular de la época. Entre los músicos con los que actuaron estaban la Orquesta Filarmónica-Sinfónica de Nueva York, así como las orquestas de Paul Whiteman, Fred Waring, y Mark Warnow. Abram Chasins compuso para ellos su Carmen Fantasy, que también le dedicó. Durante este período, Brodsky Lawrence y Triggs enseñaron interpretación a dúo de piano en Juilliard y en el Instituto de Música Curtis. Su asociación terminó a fines de la década de 1930, pero ella continuó interpretando la música de Triggs en sus programas en solitario.

### Carrera en solitario
CBS contrató a Brodsky Lawrence en 1938. El 17 de enero interpretó el primero de una serie semanal de recitales que se transmitían los lunes por la tarde. En 1939, se convirtió en la pianista del personal de CBS. Ese mismo año se convirtió en presentadora de una nueva serie de recitales de difusión que se concentraron en composiciones modernas y menos conocidas. También interpretó sus propias transcripciones de música popular, incluida «Caravan» de Juan Tizol y Duke Ellington. Sus programas para estas transmisiones incluyeron música de Chasins, Béla Bartók, Zoltán Kodály, Ernst von Dohnányi, Alec Templeton, y Stanley Bate.
Además de los recitales en solitario, Brodsky Lawrence actuó como compañero de música de cámara, acompañante y solista de conciertos durante la década de 1940. Se asoció con cantantes, entre ellos la soprano Eileen Farrell, así como con músicos de cámara como el Dorian Quartet, entre cuyos miembros se encontraba Bernard Greenhouse, con quien interpretó un ciclo de obras de Johannes Brahms. Como solista de concierto actuó con la Orquesta Sinfónica de la CBS, dirigida por Herbert Menges y Bernard Herrmann ; con este último interpretó el Concierto para piano n.° 1 de Dmitri Kabalevsky, y también estrenó Música para Elizabeth de Johnny Green y el Concierto para piano n.° 1 de Richard Arnell También se unió a Lyn Murray en actuaciones de música ligera y popular.
Durante a Segunda Guerra Mundial, Brodsky Lawrence interpretó los estrenos occidentales de obras de dos importantes compositores soviéticos. El 29 de septiembre de 1943, interpretó el estreno occidental de la Sonata para piano n.º 2 de Dmitri Shostakóvich, una partitura sobre la que tuvo los derechos de interpretación exclusivos durante un tiempo. Su transmisión estuvo precedida por una actuación privada esa tarde para críticos y músicos invitados. A esto le siguió el estreno en concierto occidental de la obra en el Carnegie Hall el 16 de octubre. Su actuación fue parte de un concierto de música soviética realizado bajo los auspicios del American Russian Institute, que buscaba mejorar las relaciones culturales entre Estados Unidos y la Unión Soviética. Donald Ogden Stewart fue maestro de ceremonias; la audiencia incluyó a Andréi Gromiko. El 21 de junio de 1944, Brodsky Lawrence interpretó el estreno occidental de un vals de la ópera Guerra y paz de Serguéi Prokófiev, la primera vez que se escuchó su música en los Estados Unidos. A esto le siguió el 7 de julio de 1945 el estreno televisivo de su Sonata para piano n.º 8.
El 24 de febrero de 1944, Brodsky Lawrence se casó con Theodore Lawrence, ingeniero de la BBC.
Durante la década de 1950, Brodsky Lawrence actuó en televisión con Percy Faith y Triggs; había revivido su dúo de piano con este último en 1959, apareciendo en agosto en un episodio de Camera Three titulado «Fête for Four Hands».

### Crisis, cambio y renovación

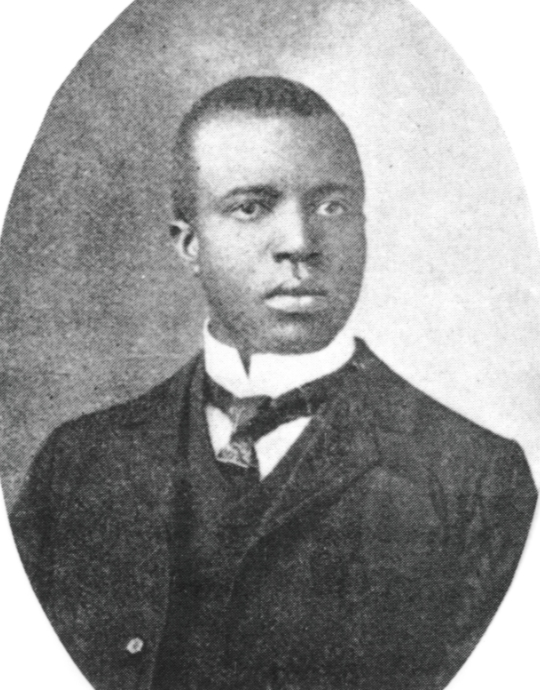
Brodsky Lawrence compiló y editó la primera edición de obras completas de la música de Scott Joplin.

El 11 de enero de 1964, Theodore Lawrence murió en el St. Clare's Hospital en Manhattan a causa de las lesiones sufridas en un accidente automovilístico ese mismo día. Ella explicó en una entrevista de 1971:
Mi vida dio un giro brusco [después de la muerte de mi esposo]. Tal vez fue porque quería alejarme de mi antigua vida, mis viejos recuerdos. Me dediqué a la edición y publicación de música.
Posteriormente, Brodsky Lawrence destruyó sus documentos personales y abandonó el piano en favor de la musicología. Dejó un breve período como editora musical para compilar las obras completas de Louis Moreau Gottschalk. Estos fueron publicados por Arno Press en un conjunto de cinco volúmenes en 1970, la primera vez que se compilaba una edición de obras completas para un compositor estadounidense. En 1971, editó un conjunto de dos volúmenes de las obras de Scott Joplin, un proyecto que fue publicado por la Biblioteca Pública de Nueva York con la ayuda de la Fundación Rockefeller. En el momento de su publicación, la mayoría de las partituras de música ragtime no estaban disponibles comercialmente. En enero de 1971, Brodsky Lawrence le dijo al crítico Harold C. Schonberg:
No tienes idea del interés en Joplin. Una vez que empezó a correr la voz de que estaba preparando una edición, empezó a llegar material. La gente incluso envió en las primeras ediciones. Obtuve uno de, ¿lo creerá?, Viena.
Un concierto privado de Joplin, que incluyó cuatro extractos de Treemonisha, celebrando la publicación de sus obras completas, tuvo lugar a fines de 1971 en el auditorio de la Biblioteca del Lincoln Center; interpretada por William Bolcom, Mary Lou Williams y Joshua Rifkin. En julio de 1972, Brodsky Lawrence informó que la tirada inicial de 1000 copias de las obras completas de Joplin se había agotado. A su publicación se le atribuye ser un importante catalizador en el renacimiento de la música de Joplin. Fue aclamada por el New York Daily News en 1975 como la «reina del ragtime», un término que no le gustaba:
La Sra. Lawrence es quien sacó a Scott Joplin del polvo de las bibliotecas, lo alejó de los especialistas y lo soltó en el mundo. Sin ella, El golpe habría tenido música de otra persona y no habría dieciséis listados de música ragtime bajo el nombre de Joplin en la sección clásica del catálogo de Schwann. Entonces, le guste o no, la Sra. Lawrence es la reina del ragtime.
Brodsky Lawrence, como coeditor de la partitura publicada de Treemonisha de Joplin, compartió sus derechos de interpretación con el patrimonio de Joplin. Supervisó el estreno mundial de la ópera en 1972 en el Morehouse College de Atlanta, pero la producción de Katherine Dunham fue mal recibida, y Brodsky Lawrence no estaba satisfecho con ella. En 1975, la Houston Grand Opera montó una exitosa producción con Brodsky Lawrence como asesor artístico. Encargó a Gunther Schuller que orquestara la partitura para piano de Joplin.

### Últimos años

Brodsky Lawrence en 1976

Después de sus éxitos al revivir el interés por la música de Gottschalk y Joplin, Brodsky Lawrence siguió adelante. "Eso es pasado", le dijo en 1975 a un periodista que le preguntaba por el origen de su interés por la música de Joplin, "Odio hablar del pasado". A otro ese mismo año, le dijo que "insistir en el pasado es destructivo".
Macmillan publicó su libro Música para patriotas, políticos y presidentes: armonías y discordias de los primeros cien años en 1976; un panorama de la cultura musical en los Estados Unidos durante su primer siglo de existencia. Fue galardonado con un premio ASCAP Deems Taylor ese mismo año.
Su proyecto final fue Strong on Music, una obra de tres volúmenes basada en los diarios de George Templeton Strong que examina la vida musical en la ciudad de Nueva York durante el siglo XIX. El tercer volumen estaba casi completo cuando murió Brodsky Lawrence. Las partes restantes de los diarios de Strong que aún no se habían publicado se convirtieron en la base de la base de datos Music in Gotham Project, que cubre el período 1863-1875.

### Muerte
Brodsky Lawrence murió en Manhattan el 18 de septiembre de 1996.